# 増市町
増市町（ますいちちょう）は北海道室蘭市の地名。増市町一丁目から二丁目の町がある。住居表示実施済み。郵便番号は051-0034。

## 地理
室蘭市の南西部に位置し、北に絵鞆町，港南町、東に小橋内町，清水町と接し、南から西は内浦湾に面する。

### 海洋
- 内浦湾

## 地域の特徴
室蘭市の都市計画マスタープランでは蘭西地域に属する。
丘陵地帯にある住宅地であり、町域の北縁に沿って北海道道844号祝津西小路中央線が西から東に走り、途中南に折れた後、町域の東側へと抜けていく。
絵鞆半島外海岸は国指定の名勝「ピリカノカ」に選ばれており、ハルカラモイ，マスイチ浜はその一部である。一丁目に増市町会館、二丁目に北海道室蘭清水丘高等学校がある。

## 歴史
古くはマスイチ沢と呼ばれ、数軒の農家が散在するのみで、冬はスキー場となっていた地域。1966年（昭和41年）マスイチ沢埋立地に室蘭清水丘高校が常盤町から移転し、バス路線が延長されて急速に宅地化が進行した。1974年（昭和49年）には桜ヶ丘小学校が開校したが、2015年（平成27年）に閉校した。

### 地名の由来
アイヌ語の「マスイチセ」もしくは「マシュイチセ」に由来する。「マスイチ」は「マスイチセ」の下略形である。語原は「マス・チセ」（海猫（の）・家）、あるいは「マシ・チセ」（同）。ここの岩穴にカモメやウミネコの巣が多かったため名付けられた。

### 沿革
- 1966年（昭和41年）7月1日 - 増市町一丁目 - 二丁目新設[8][9]。

### 町名の変遷
| 実施内容          | 実施年月日               | 実施後       | 実施前                               |
| ----------------- | ------------------------ | ------------ | ------------------------------------ |
| 町名新設 住居表示 | 1966年（昭和41年）7月1日 | 増市町一丁目 | 小橋内町（字），絵鞆町（字）の各一部 |
| 町名新設          | 1966年（昭和41年）7月1日 | 増市町二丁目 | 不明                                 |
| 住居表示          | 1966年（昭和41年）7月1日 | 増市町二丁目 | 増市町二丁目                         |

## 世帯数と人口
2023年（令和5年）12月31日現在（室蘭市発表）の世帯数と人口は以下の通りである。
| 町           | 世帯数  | 人口  |
| ------------ | ------- | ----- |
| 増市町一丁目 | 386世帯 | 692人 |
| 増市町二丁目 | 97世帯  | 146人 |
| 計           | 483世帯 | 838人 |

### 人口の変遷
国勢調査による人口の推移。
| 1995年（平成7年）  | 1,348人 | [ 11 ] |  |
| 2000年（平成12年） | 1,174人 | [ 12 ] |  |
| 2005年（平成17年） | 1,087人 | [ 13 ] |  |
| 2010年（平成22年） | 1,041人 | [ 14 ] |  |
| 2015年（平成27年） | 934人   | [ 15 ] |  |
| 2020年（令和2年）  | 852人   | [ 16 ] |  |

### 世帯数の変遷
国勢調査による世帯数の推移。
| 1995年（平成7年）  | 542世帯 | [ 11 ] |  |
| 2000年（平成12年） | 506世帯 | [ 12 ] |  |
| 2005年（平成17年） | 489世帯 | [ 13 ] |  |
| 2010年（平成22年） | 483世帯 | [ 14 ] |  |
| 2015年（平成27年） | 455世帯 | [ 15 ] |  |
| 2020年（令和2年）  | 430世帯 | [ 16 ] |  |

## 学区
市立小・中学校に通う場合、学区は以下の通りとなる。
| 町           | 街区 | 小学校               | 中学校               |
| ------------ | ---- | -------------------- | -------------------- |
| 増市町一丁目 | 全域 | 室蘭市立みなと小学校 | 室蘭市立室蘭西中学校 |
| 増市町二丁目 | 全域 | 室蘭市立みなと小学校 | 室蘭市立室蘭西中学校 |

## 交通

### バス
道南バスが路線バスを運行する。

### 道路
- 北海道道844号祝津西小路中央線

## 施設

### 公共施設
- 増市町会館

### 教育施設
- 北海道室蘭清水丘高等学校

### 公園
- 増市1丁目公園
- 増市1丁目2号公園

## 名勝

### ハルカラモイ
名称はアイヌ語の「ハル・カル・モイ」（食料・とる・入江）に由来する。銀屏風と呼ばれる鋭く切り立った岩肌があり、夕日を浴びて銀色に輝く。海からは「アフンルパロ」（入る・道・の口）と呼ばれるいくつもの洞窟を見ることができる。

### マスイチ浜
ローソク岩や仲良く並んだカモメ岩、象が寝そべった形の象岩などの奇岩が多数ある。また、噴火湾（内浦湾）を隔てた駒ケ岳などの眺望はパノラマを見るようで、室蘭八景の一つになっている。1959年（昭和34年）には大規模な遺跡が発見され、先住民たちがこの入り江で狩猟生活を行っていたことがうかがわれる。